# سیلوانا د ماری
سیلوانا دِ ماری (انگلیسی: Silvana De Mari؛ زادهٔ ۵ ژوئیه ۱۹۵۳) نویسنده‌ی ایتالیایی داستان‌های کودک و نوجوان و یک جراح و روان‌درمانگر است که مجوز فعالیتش لغو شده است. او همچنین به عنوان نویسندهٔ رمان فانتزی برنده جایزه شده است. در ایتالیا، او بیشتر به دلیل مواضع همجنس‌گراهراسانه، نژادپرستانه، ضد علمی، ضد واکسن و جنسیت‌گرایانه‌اش شناخته می‌شود.

## زندگی‌نامه
د ماری در سال ۱۹۵۳ در سانتا ماریا کاپوا وتِره (کازرتا، ایتالیا) به دنیا آمد. او به عنوان جراح هم در ایتالیا و هم در اتیوپی فعالیت داشت، و سپس یک مطب خصوصی روان‌درمانی در شهر تورین راه‌اندازی کرد.
رمان «L'ultimo Elfo» (آخرین الف، که در آمریکا با عنوان «آخرین اژدها» منتشر شده) سومین کتاب کودکانهٔ او و اولین کتابش بود که به زبان انگلیسی ترجمه شد. این کتاب همچنین به زبان‌های فرانسوی، آلمانی، اسپانیایی، پرتغالی و چندین زبان دیگر ترجمه شده است و در مجموع در ۲۳ کشور منتشر شده است (از جمله: برزیل، بلغارستان، چین، فنلاند، فرانسه، آلمان، مجارستان، ژاپن، لتونی، لیتوانی، مقدونیه، هلند، پاناما، لهستان، پرتغال، رومانی، روسیه، اسپانیا، تایلند، تایوان، اوکراین، بریتانیا و آمریکا).
کتاب بعدی او، «L'Ultimo Orco» (آخرین غول)، در سال ۲۰۰۶ جایزه «اینترنشنال ابوید بوک فور یانگ» را از آن خود کرد و در سال ۲۰۰۹ در فرانسه برنده جایزه «پیکس سورسیرس» در بخش ادبیات کودک شد. این کتاب در کشورهای فرانسه، آلمان، مجارستان، ژاپن، لیتوانی، مقدونیه، پاناما، رومانی، تایلند، بریتانیا و آمریکا منتشر شده است.

## جنجال‌ها
از اوایل سال ۲۰۱۷، پس از شکایتی که از سوی برخی سازمان‌های همجنس‌گرایان مطرح شد، د ماری به دلیل اظهاراتش دربارهٔ همجنس‌گرایی (که مدعی شد «وجود ندارد»)، گروه‌های همجنس‌گرا (که آن‌ها را «جنایتکار» خوانده بود) و مقعدگرایی، که توسط رئیس سازمان پزشکان به عنوان نظراتی ناهماهنگ با باورهای پزشکی امروزی توصیف شد، به شورای پزشکی ایتالیا فراخوانده شد. او دو بار به دلیل افترا به جامعه LGBT+ محکوم شد.
او انجمن روان‌پزشکی آمریکا را «بی‌معنا» توصیف کرد، به «سندرم روده همجنس‌گرایان» اشاره کرد، اصطلاحی بحث‌برانگیز و منسوخ، و وجود همجنس‌گرایی را انکار کرد و گفت: «تنها یک نوع مفهوم جنسیت وجود دارد و کسانی که آن را نمی‌پذیرند، افراد زیان‌دیدهٔ زیستی هستند.»
دربارهٔ «راهنمای تشخیصی و آماری اختلالات روانی» (DSM) نیز گفت: «APA (انجمن روان‌پزشکی آمریکا) جهان را با استفاده از دفترچه راهنمای آماری تشخیصی، که بدون آن نمی‌توان تشخیص رسمی داد یا نظری کارشناسی ارائه کرد، کنترل می‌کند. DSM (راهنمای تشخیص آماری) بسیار گران است و همان ارزش اخلاقی و علمی را دارد که بیانیه‌های نژادی در گذشته داشتند.»
در سال ۲۰۱۳، د ماری نامه‌ای سرگشاده به پاپ فرانسیس نوشت و از او خواست تا به جای تلاش برای محبوبیت، از مسیحیان تحت آزار و شکنجه دفاع کند. در سال ۲۰۲۱، انجمن پزشکی تورین، او را همراه با ۹۴ پزشک و دندان‌پزشک دیگر به دلیل امتناع از دریافت واکسن کرونا از فعالیت‌های حرفه‌ای که شامل تماس انسانی می‌شد، تعلیق کرد. در ژوئن ۲۰۲۳، نام او از فهرست اعضای سازمان پزشکان تورین حذف شد.
سیلوانا د ماری در دو پروندهٔ افترا در دادگاه منطقه‌ای تورین محکوم شد. در مورد اول، اتهامات بر اساس ادعاهای مطرح شده توسط یک گروه دگرباشان جنسی تورین همراه با کمیته حقوق بشر پیمونت و شهر تورین، در رابطه با اظهارات د ماری، که در آن او ادعا کرد رابطه جنسی مقعدی یک عمل شیطانی است، انجمن‌های همجنس‌گرا به عنوان جنایت و همجنس گرایان را «نژاد جدید آریایی» و «احمق» نامید. سیلوانا دی ماری به جرم افترا مجرم شناخته شد و به پرداخت ۱۵۰۰ یورو جریمه محکوم شد.